# 曲阜東駅
曲阜東駅 (中国語:曲阜东站、英語Qufu East Railway Station) は、中国の山東省済寧市曲阜市にある京滬高速鉄道の駅である。

## 所属路線
- 中国国鉄
  - 京滬高速鉄道：北京南駅より533km、上海虹橋駅まで769km

## 駅構造
島式ホーム2面6線の駅である。真ん中に2本の通過線を持つ。

## 歴史
- 2011年6月30日 - 京滬高速鉄道が開業

## 隣の駅
中国国鉄
京滬高速鉄道
泰安駅 - 曲阜東駅 - 滕州東駅